# Port lotniczy Middle Caicos
Port lotniczy Middle Caicos – czwarty co do wielkości port lotniczy Turks i Caicos, zlokalizowany na wyspie Middle Caicos.